# Amendament constituțional
Amendamentul constituțional este o modificare a constituției unei entități politice, organizații sau alt tip de entitate. Amendamentele sunt adesea integrate în secțiunile relevante ale unei constituții existente, modificând direct textul. În schimb, acestea pot fi adăugate constituției ca suplimente, schimbând astfel cadrul de guvernare fără a modifica textul existent al documentului.
Majoritatea constituțiilor cer ca amendamentele să nu poată fi adoptate decât după ce au trecut printr-o procedură specială care este mai strictă decât cea cerută pentru legislația obișnuită. Exemple de astfel de proceduri speciale includ supermajorități în legislativ, sau aprobarea directă de către electorat prin referendum, sau chiar o combinație de două sau mai multe proceduri speciale diferite. Un referendum pentru amendarea constituției poate fi, de asemenea, declanșat în anumite jurisdicții prin inițiativă populară.
Procedurile speciale pentru amendarea unor constituții s-au dovedit a fi atât de exigente, încât propunerile de amendamente au fost adoptate fie foarte puține (opt amendamente din 44 propuse în Australia), fie niciunul (precum în Japonia), de-a lungul mai multor decenii. În contrast, fosta constituție a statului Alabama din Statele Unite ale Americii a fost amendată de 977 de ori între adoptarea sa în 1901 și înlocuirea cu constituția actuală în 2022.

## Amendamentul constituțional în România
Revizuirea Constituției României este reglementată de Titlul VII (Revizuirea Constituției) prin trei articole:
- Articolul 150 stabilește cine poate propune modificări (președintele României, cel puțin o pătrime din numărul total al deputaților sau senatorilor, sau 500.000 de cetățeni, din cel puțin jumătate dintre județele țării, cu minimum 20.000 de semnături din fiecare județ).
- Articolul 151 reglementează votul în Parlament și obligativitatea unui referendum pentru validarea oricărei modificări a constituției.
- Articolul 152 interzice modificarea unor elemente, precum limba oficială, pluralismul politic, forma de guvernământ. Constituția nu poate fi revizuită pe durata stării de asediu sau a stării de urgență și nici în timp de război.[2][3]

Pentru ca o propunere de revizuire a Constituției să fie adoptată în România, trebuie parcurși mai mulți pași obligatorii:
- Propunerea de revizuire trebuie inițiată conform articolului 150.
- Propunerea este analizată separat de Senat și de Camera Deputaților, în cadrul comisiilor de specialitate, apoi în plen. Este necesară adoptarea cu o majoritate calificată de două treimi din voturile fiecărei camere.
  - Dacă nu se întrunește majoritatea de două treimi în fiecare cameră separat, dar există acordul a cel puțin trei pătrimi din numărul total al parlamentarilor într-o ședință comună, propunerea poate fi adoptată.
- Înainte de organizarea referendumului, textul adoptat poate fi supus controlului de constituționalitate preventivă la Curtea Constituțională a României (CCR), fie de către președintele uneia dintre Camere, fie de către alți actori cu drept de sesizare (guvern sau parlamentari). CCR se pronunță doar asupra conformității revizuirii cu limitele din Articolul 152.
- După adoptarea propunerii în Parlament, revizuirea trebuie supusă unui referendum național în termen de cel mult 30 de zile. Referendumul este obligatoriu, iar pentru validarea modificării este necesar ca aceasta să fie aprobată de majoritatea voturilor valabil exprimate (majoritate simplă). Dacă referendumul este valid și amendamentul este aprobat, modificarea constituțională intră în vigoare la data publicării rezultatului în Monitorul Oficial (după decizia CCR ce validează referendumul).

### Referendumuri
În România au fost organizate referendumuri consultative care doreau schimbări constituționale:
- Sunteți de acord ca, începând cu primele alegeri care vor fi organizate pentru Parlamentul României, toți deputații și senatorii să fie aleși în circumscripții uninominale, pe baza unui scrutin majoritar în două tururi? (Referendumul din 2007)
- Sunteți de acord cu trecerea la un Parlament unicameral în România? (Referendumul din 2009)
- Sunteți de acord cu reducerea numărului de parlamentari la maximum 300 de persoane? (Referendumul din 2009)
- Sunteți de acord cu interzicerea amnistiei și grațierii pentru infracțiuni de corupție? (Referendumul din 2019)
- Sunteți de acord cu interzicerea adoptării de către Guvern a ordonanțelor de urgență în domeniul infracțiunilor, pedepselor și al organizării judiciare și cu extinderea dreptului de a ataca ordonanțele direct la Curtea Constituțională? (Referendumul din 2019)

Ca și referendumuri constituționale, România a trecut prin 9 referendumuri constituționale:
- Referendumul din 1864 ce a creat sistemul parlamentar bicameral
- Referendumul din 1866 ce a ales pe Carol I ca și domnitor
- Referendumul din 1938 ce a acordat puteri dictatoriale regelui Carol II
- Referendumul din martie 1941 ce a declarat pe Ion Antonescu drept Conducător
- Referendumul din noiembrie 1941
- Referendumul din 1986 ce a redus dimensiunea armatei și cheltuielilor militare cu 5%
- Referendumul din 1991 ce a dus la adoptarea Constituției României din 1991
- Referendumul din 2003 ce a revizuit Constituția din 1991 pentru a adera la Uniunea Europeană
- Referendumul din 2018 ce dorea schimbarea Articolul 48, aliniatul 1 pentru ca o căsătorie să fie validă doar între un bărbat și o femeie.

## Modificarea constituțională în statele federale

### Austria
Constituția Federală poate fi modificată prinr-un Act Constituțional Federal (lege de rang constituțional) sau printr-o dispoziție constituțională dintr-o lege federală simplă. Spre deosebire de procedura legislativă regulată, o majoritate de două treimi din voturile exprimate este necesară în Consiliul Național. Toate amendamentele care restricționează puterile statelor federale necesită o majoritate suplimentară de două treimi în Bundersrat (art. 44 B-VG).
Modificările generale trebuie supuse unui referendum, iar alte amendamente constituționale numai dacă o treime din membrii Consiliului Național sau ai Consiliului Federal solicită acest lucru (art. 44 B-VG). O modificare este considerată neconstituțională dacă nu sunt respectate reglementările de producție și este anulată de Curtea Constituțională.

### Elveția
O modificare a Constituției Federale a Confederației Elvețiene (BV) poate fi făcută de către popor (art. 138 și 139 BV), de către una dintre cele două camere ale Parlamentului (Consiliul Național și Consiliul Statelor;art. 194 BV) sau propuse de Guvern într-o ședință a Consiliului Federal în Parlament (art. 181 BV).
Este posibilă o revizuire totală, precum și o revizuire parțială (art. 192-194 BV). Propunerea de revizuire a Constituției trebuie să fie acceptată de oameni și cantoane (art. 142 BV) și să fie valabile din punct de vedere legal (art. 195 BV).

### Germania
Legea fundamentală pentru Republica Federală Germania (GG) ca Constituție Federală poate fi modificată numai printr-o lege Federală care modifică în mod expres textul Legii fundamentale cu voturile a două treimi din membrii Bundestagului și poate fi modificată cu două treimi din voturile Bundesratului.
Toate modificările menite să schimbe structura statelor federale în state sau participarea fundamentală a statelor federale în legislație sau modificările aduse principiilor Articolului 1 (demnitatea umană) și Articolul 20 (clădirea statului) sunt interzise (art. 79 GG).
Cerințele stabilite în fiecare dintre statele federale germane se aplică modificărilor constituțiilor lor. În majoritatea cazurilor, este necesară o majoritate de două treimi în parlamentul național. În unele țări, schimbarea trebuie confirmată printr-un referendum (ca în Bavaria și Hesse). În parte, un amendament constituțional este posibil și prin referendum (cu excepția Bavariei)

### SUA
Constituția are douăzeci și șapte de amendamente. Din punct de vedere structural, textul original al Constituției și toate amendamentele anterioare rămân neatinse. Procedura de modificare a Constituției este prezentată la articolul V. Procesul este supravegheat de arhivistul Statelor Unite. Între 1949 și 1985, a fost supravegheată de administratorul Serviciilor Generale și, înainte de aceasta, de secretarul de stat.
În conformitate cu articolul V, o propunere de amendament trebuie adoptată fie de două treimi din ambele camere ale Congresului, fie de o convenție națională care a fost solicitată de două treimi din legislaturile de stat. Odată ce propunerea a fost adoptată prin oricare dintre metode, Congresul trebuie să decidă dacă modificarea propusă urmează să fie ratificată de legislaturile de stat sau de convențiile de ratificare ale statului.
Amendamentul propus, împreună cu metoda de ratificare, este trimis Oficiului Registrului Federal, care îl copiază în format de lege falsă și îl prezintă statelor. Până în prezent, metoda de propunere a convenției nu a fost niciodată încercată, iar metoda de ratificare a convenției a fost utilizată doar o singură dată, pentru Amendamentul XXI.
Un amendament propus devine parte operativă a Constituției de îndată ce este ratificat de trei sferturi dintre state (în prezent 38 din cele 50 de state). Textul nu necesită nicio acțiune suplimentară din partea Congresului sau a oricui altcuiva după ratificarea de către numărul necesar de state. Astfel, atunci când Oficiul Registrului Federal verifică dacă a primit numărul necesar de documente de ratificare autentificate, acesta elaborează o proclamație formală prin care Arhivistul certifică faptul că amendamentul este valabil și a devenit parte a cadrului de guvernare al națiunii. Această certificare este publicată în Registrul Federal și în Statutul Statelor Unite ale Americii la scară largă și servește ca notificare oficială a Congresului și a națiunii că procesul de ratificare a fost finalizat cu succes.

### Rusia
Procedura de modificare a Constituției este prezentată în capitolul IX. Propunerile de modificare și revizuire a dispozițiilor Constituției Federației Ruse pot fi prezentate de Președintele Federației Ruse, Consiliul Federației, Duma de Stat, Guvernul Federației Ruse, organele legislative (reprezentative) ale entităților constitutive ale Federației Ruse și de grupuri formate din cel puțin o cincime din membrii Consiliului Federației sau din deputații Dumei de Stat.

## Metode de amendare în lume
| Aprobarea de către                                                 | Supermajoritate necesară                                                          | Țări |
| ------------------------------------------------------------------ | --------------------------------------------------------------------------------- | --- |
| Legislativ (unicameral, sesiune comună sau doar camera inferioară) | >50% + >50% după alegeri                                                          | Islanda, Suedia |
| Legislativ (unicameral, sesiune comună sau doar camera inferioară) | >50% + 60% după alegeri                                                           | Estonia, Grecia |
| Legislativ (unicameral, sesiune comună sau doar camera inferioară) | 60% + >50% după alegeri                                                           | Grecia |
| Legislativ (unicameral, sesiune comună sau doar camera inferioară) | 60%                                                                               | Franța, Senegal, Slovacia |
| Legislativ (unicameral, sesiune comună sau doar camera inferioară) | 2⁄3                                                                               | Afganistan, Angola, Armenia, Austria, Bahrain, Bangladesh, Bulgaria, Cambodgia, Djibouti, Ecuador, Honduras, Laos, Libia, Malawi, Coreea de Nord, Macedonia de Nord, Norvegia, Palestina, Portugalia, Qatar, Samoa, São Tomé și Príncipe, Serbia, Singapore, Slovenia, Insulele Solomon, Turkmenistan, Tuvalu, Emiratele Arabe Unite, Uzbekistan, Vanuatu, Vietnam, Yemen |
| Legislativ (unicameral, sesiune comună sau doar camera inferioară) | 2⁄3 după alegeri                                                                  | Ucraina |
| Legislativ (unicameral, sesiune comună sau doar camera inferioară) | 2⁄3 după alegeri                                                                  | Belgia |
| Legislativ (unicameral, sesiune comună sau doar camera inferioară) | 3/4                                                                               | Bulgaria, Insulele Solomon (în unele cazuri) |
| Legislativ (unicameral, sesiune comună sau doar camera inferioară) | 4/5                                                                               | Estonia, Portugalia (în primii cinci ani după ultimul amendament) |
| Legislativ + referendum                                            | >50% + >50%                                                                       | Djibouti, Ecuador, Venezuela |
| Legislativ + referendum                                            | >50% înainte și după alegeri + >50%                                               | Danemarca |
| Legislativ + referendum                                            | 3/5 + >50%                                                                        | Rusia, Turcia |
| Legislativ + referendum                                            | 2/3 + >50%                                                                        | Albania, Andorra, Armenia (unele amendamente), Egipt, Slovenia, Tunisia, Uganda, Yemen (unele amendamente), Zambia |
| Legislativ + referendum                                            | 2/3 + >60%                                                                        | Seychelles |
| Legislativ + referendum                                            | 3/4 + >50%                                                                        | România |
| Legislativ + referendum                                            | 3/4 + >50% din alegători eligibili                                                | Taiwan |
| Legislativ + referendum                                            | 2⁄3 + 2⁄3                                                                         | Namibia, Sierra Leone |
| Legislativ + referendum                                            | 75% + 75%                                                                         | Fiji |
| Legislativ + legislaturi subnaționale                              | 2⁄3 + >50%                                                                        | Mexic |
| Legislativ + legislaturi subnaționale                              | 2⁄3 + 2⁄3                                                                         | Etiopia |
| Camera inferioară + camera superioară                              | 2⁄3 + >50%                                                                        | Polonia, Bosnia și Herțegovina |
| Camera inferioară + camera superioară                              | 2⁄3 + 2⁄3                                                                         | Bahrain, Germania, India, Italia, Iordania, Namibia, Țările de Jos, Pakistan, Somalia, Zimbabwe |
| Camera inferioară + camera superioară                              | 60% + 60%                                                                         | Brazilia, Cehia |
| Camera inferioară + camera superioară                              | 75% + 75%                                                                         | Kazahstan |
| Camera inferioară + camera superioară + sesiune comună             | >50% + >50% + 2⁄3                                                                 | Gabon |
| Oricare cameră a legislativului + sesiune comună                   | 2⁄3 + 2⁄3                                                                         | Haiti |
| Camera inferioară + camera superioară + referendum                 | >50% + >50% + >50%                                                                | Algeria, Franța, Irlanda, Italia |
| Camera inferioară + camera superioară + referendum                 | >50% + >50% + >50% (electori în majoritatea statelor/cantonului)+ >50% (electori) | Australia, Elveția |
| Camera inferioară + camera superioară + referendum                 | 60% + 60% + >50% (opțional)                                                       | Spania (în majoritatea cazurilor) |
| Camera inferioară + camera superioară + referendum                 | 2⁄3 + 2⁄3 + >50%                                                                  | Japonia, România, Zimbabwe (în unele cazuri) |
| Camera inferioară + camera superioară + referendum                 | 2⁄3 + 2⁄3 înainte și după alegeri + >50%                                          | Spania (în unele cazuri) |
| Camera inferioară + camera superioară + referendum                 | 2⁄3                                                                               | Antigua și Barbuda |
| Camera inferioară + camera superioară + referendum                 | 2⁄3 + >50% + >50%                                                                 | Polonia (în unele cazuri) |
| Camera inferioară + camera superioară + referendum                 | 75% + 75% + >50%                                                                  | Madagascar |
| Camera inferioară + camera superioară + legislaturi subnaționale   | 12/12                                                                             | Canada (în unele cazuri) |
| Camera inferioară + camera superioară + legislaturi subnaționale   | >50% + >50% + 2⁄3                                                                 | Canada (în majoritatea cazurilor) |
| Camera inferioară + camera superioară + legislaturi subnaționale   | 2⁄3 + 2⁄3 + >50%                                                                  | India (în unele cazuri) |
| Camera inferioară + camera superioară + legislaturi subnaționale   | 2⁄3 + 2⁄3 + 75%                                                                   | Statele Unite |
| Camera inferioară + camera superioară + legislaturi subnaționale   | 2⁄3 + 2⁄3 + 50%                                                                   | Etiopia |
| Referendum                                                         | >50%                                                                              | Estonia, Gabon, Kazahstan, Malawi, Palau, Filipine, Senegal, Serbia (în unele cazuri), Tadjikistan, Turkmenistan, Uzbekistan |
| Legislaturi subnaționale                                           | 2⁄3                                                                               | Rusia |
| Legislaturi subnaționale                                           | 75%                                                                               | Statele Unite |
| Convenție constituțională                                          |                                                                                   | Argentina |
| Convenție constituțională                                          | 2⁄3                                                                               | Bulgaria (unele amendamente) |

Unele țări sunt listate sub mai multe metode deoarece pot fi utilizate proceduri alternative.

## Amendament constituțional neconstituțional
Un amendament constituțional neconstituțional este un concept din controlul judiciar, bazat pe ideea că, chiar și un amendament constituțional adoptat și ratificat corect, care nu este explicit interzis de textul constituției, poate fi totuși neconstituțional din motive substanțiale (spre deosebire de procedurale) – cum ar fi faptul că acest amendament intră în conflict cu o normă, valoare sau principiu constituțional sau chiar extra-constituțional.

### Germania
Germania contemporană a apărut din cenușa celui de-al Doilea Război Mondial și a experienței totalitare a nazismului. Republica Federală Germania s-a născut în 1949 (ca Germania de Vest) și Curtea Constituțională Federală a fost activă din 1951. Jurisdicția acesteia se concentrează pe chestiuni constituționale și pe conformitatea tuturor instituțiilor guvernamentale cu constituția. Atât legile ordinare, cât și legile constituționale (și amendamentele) adoptate de Parlament sunt supuse controlului judiciar, deoarece trebuie să fie compatibile cu principiile fundamentale ale Legii Fundamentale a Republicii Federale Germania.
În cazul în care o lege este neconstituțională, aceasta poate fi anulată de Curtea Constituțională.

### Italia
Similar cu Germania, Republica Italiană s-a născut din fascism. Constituția Italiei, în vigoare din 1948, este larg amendabilă, totuși Curtea Constituțională a Italiei (activă din 1955) decide asupra constituționalității atât a legilor ordinare, cât și a legilor constituționale, de exemplu, în ceea ce privește drepturile fundamentale ale omului, subliniate de „Articolul 2” din Constituție. Decizia Curții Constituționale este definitivă și nu este supusă apelului. 
Un exemplu de amendament constituțional neconstituțional ar fi o măsură de restaurare a monarhiei, care a fost abolită în 1946. Acesta este un exemplu, deoarece forma republicană de guvernământ a Italiei este protejată explicit și imposibil de amendat.

### Finlanda
Parlamentul Finlandei beneficiază de suveranitate parlamentară: acțiunile sale nu sunt supuse controlului judiciar și nu pot fi anulate de nicio instanță, astfel că constituționalitatea unui amendament constituțional este o chestiune pur politică. O supermajoritate de 5/6 poate adopta imediat un amendament constituțional de urgență.
În 1973, președintele Finlandei, Urho Kekkonen, a cerut o extindere a mandatului său de patru ani printr-un amendament constituțional de urgență, pentru a evita organizarea alegerilor prezidențiale. A reușit să convingă opoziția, Partidul Coaliției Naționale și Partidul Poporului Suedez, să voteze pentru amendament și a obținut prelungirea mandatului. Finlanda a avut, pentru majoritatea perioadei sale de independență, un sistem semi-prezidențial, dar în ultimele decenii puterile președintelui au fost reduse. Amendamentele constituționale, care au intrat în vigoare în 1991 și 1992, precum și cea mai recent redactată constituție din 2000 (modificată în 2012), au făcut ca funcția prezidențială să devină una în mare parte ceremonială.

## Clauza întărită
O clauză întărită sau clauza eternității dintr-o constituție este o prevedere care face anumite amendamente mai dificile sau imposibile de adoptat. Clauzele întărite sunt, în unele cazuri, văzute ca fiind justificate pentru a proteja drepturile unei minorități de pericolele majoritarismului. În alte cazuri, obiectivul poate fi de a preveni amendamentele la constituție care ar submina principiile fundamentale pe care le consacră. Totuși, clauzele întărite sunt adesea contestate de opozanții lor ca fiind nedemocratice.
Depășirea unei clauze întărite poate necesita o supermajoritate, un referendum sau consimțământul partidului minoritar. Termenul „clauza eternității” este utilizat într-un mod similar în constituțiile Braziliei, Cehiei, Germaniei, Greciei, Indiei, Iranului, Italiei, Marocului, Norvegiei, și Turciei, dar se aplică specific unei clauze întărite care nu poate fi niciodată depășită.

## Amendamente inadmisibile
Unele constituții utilizează clauze întărite pentru a restricționa tipurile de amendamente la care pot fi supuse. Acestea sunt de obicei utilizate pentru a proteja trăsături ale statului considerate sacrosancte, cum ar fi forma democratică a guvernului sau protecția drepturilor omului. Amendamentele sunt adesea complet interzise în timpul unei stări de urgență sau legea marțială.
- Conform Articolului 79 (3) din Legea Fundamentală a Germaniei, modificarea naturii federale a țării sau abolirea ori modificarea Articolului 1 (demnitatea umană, drepturile omului, aplicabilitatea imediată a drepturilor fundamentale ca lege) sau Articolului 20 (democrație, republică, statul de drept, natura socială a statului) este interzisă. Acest lucru este menționat pentru a preveni o recurență a evenimentelor precum Gleichschaltung-ul nazist, când Hitler a folosit legea constituțională oficială pentru a aboli de facto constituția.
- Articolul 139 din Constituția Italiei stipulează că „forma republicană nu poate fi supusă revizuirii constituționale”.
- Articolul 4 din Constituția Turciei prevede că „dispozițiile Articolului 1 al Constituției care stabilesc forma de stat ca republică, dispozițiile din Articolul 2 referitoare la caracteristicile Republicii și dispozițiile din Articolul 3 nu pot fi modificate și nici nu pot fi propuse pentru modificare”.
- Articolul Cinci din Constituția Statelor Unite, ratificat în 1788, interzicea orice amendamente înainte de 1808 care ar fi afectat comerțul cu sclavi, impozitul pe comerțul cu sclavi sau dispozițiile de impozitare directă ale constituției. Comerțul cu sclavi a fost interzis printr-o lege a Congresului, nu printr-un amendament constituțional, la scurt timp după ce această clauză a expirat în 1808. Orice amendament care afectează reprezentarea egală a statelor în Senat trebuie să fie aprobat de fiecare stat. Dacă Amendamentul Corwin ar fi fost adoptat, orice viitor amendament al Constituției care „interfera cu instituțiile interne ale statului” (de exemplu, sclavia) ar fi fost interzis.
- Capitolul 6, Articolul 120, secțiunea c din Constituția Bahrainului interzice „un amendament la Articolul 2 [Religia de stat, Sharia, Limba oficială] din această Constituție și nu este permis, în niciun caz, să se propună modificarea monarhie constituțională și a principiului domniei ereditare din Bahrain, precum și sistemul bicameral și principiile de libertate și egalitate stabilite în această Constituție„.
- Articolul 121 din Constituția Norvegiei prevede că amendamentele nu trebuie să „contrazică principiile încorporate în această Constituție, ci doar să se refere la modificări ale anumitor dispoziții care nu schimbă spiritul Constituției”.
- Secțiunea 284 din Articolul 18 din Constituția Statului Alabama stipulează că reprezentarea legislativă se bazează pe populație: orice amendamente sunt excluse de la modificarea acestui principiu.
- Partea 4, Secțiunea, Articolul 288 din Constituția Portugaliei conține o listă de 15 puncte pe care amendamentele „trebuie să le respecte”.
- Curtea Supremă a Indiei în cazul Kesavananda Bharati a stabilit că niciun amendament constituțional nu poate distruge structura de bază a Constituția Indiei.
- Articolul 60 din Constituția din 1988 a Brazilia interzice amendamentele care vizează abrogarea drepturilor individuale sau modificarea structurii fundamentale a statului: Separarea puterilor și Republica Federală.
- Articolul 152 din Constituția României referitor la „limitele revizuirii” interzice amendamentele care privesc independența și integritatea teritorială a României, independența justiției, forma republicană a guvernului, pluralismul politic și limba oficială. De asemenea, interzice amendamente care restrâng drepturile civile și libertățile.
- Conform Articolului 175 din Constituția Marocului, promulgată după un referendum din 2011, nicio revizuire nu poate afecta dispozițiile referitoare la religia musulmană, forma monarhică a statului, alegerea democratică a națiunii sau drepturile fundamentale și libertățile stabilite în prezentul Constituție.
- Capitolul XVI, Articolul 37(5) din Constituția Indoneziei prevede că forma statului unitar nu poate fi schimbată.